# 十朱久雄
十朱 久雄（とあけ ひさお、1908年9月8日 - 1985年12月18日）は、日本の俳優。本名は小倉 久雄。東京府東京市日本橋区小網町（現・東京都中央区日本橋小網町）出身。
軽妙洒脱な演技で多くの映画に出演し、個性派の脇役俳優として活躍した。戦前は長岡輝子らのテアトル・コメディに参加し舞台で活動、戦後から映画に出演し、作品数は250本を超える。

## 来歴
幼いころから芸の世界に親しみ（⇒ 人物）、暁星小学校から京華中学校を経て法政大学経済学部に入学し、在学中の1928年（昭和3年）に高見順主宰の劇団制作座に参加。
1930年（昭和5年）、大学の先輩だった三島雅夫の紹介で知り合った金杉惇郎や、フランスから帰国したばかりの長岡輝子らが結成したテアトル・コメディの創立に参加し、『ジャン・ド・ラ・リュンヌ』の主役で初舞台を踏む。発足当時の劇団には森雅之・松山崇・杉浦幸雄らがおり、遅れて北沢彪・飯沢匡らが加わった。1933年（昭和8年）に大学を卒業。
1936年（昭和11年）にテアトル・コメディが解散すると、伊馬春部主宰の東宝新喜劇に入り、同年にはムーラン・ルージュに入団。1937年（昭和12年）、父の意向で奈良の繊維会社に事務員として入社し、芸能界と縁を切る。1939年（昭和14年）に結婚。
戦後の1946年（昭和21年）、NHK大阪放送局のラジオに出演して芸能界復帰。1950年（昭和25年）7月には東京に戻って文学座に客員として入り、『娼婦マヤ』等の舞台に立つ。1951年（昭和26年）、『自由学校』で映画初出演。
1952年（昭和27年）の『本日休診』ではとぼけ役を巧演。1953年（昭和28年）の文学座退団後は映画に専念した。大きく後退した額、長い顎が特徴のユニークな脇役として活躍し、お洒落でキザな中年の都会人を演じさせたら天下一品だった。溝口健二・小津安二郎・今井正・成瀬巳喜男・久松静児らが監督した映画に起用され、溝口からはその姉が嫁いだ松平忠正に似ているということで、ことさら目をかけられた。テレビドラマにも多く出演している。
1985年（昭和60年）12月18日、肺がんのため東京都大田区の東急病院にて77歳で死去。墓所は文京区大泉寺。

## 人物
娘は女優の十朱幸代。父は麻苧商を営み、素人義太夫の大家だった。母は初代三遊亭遊三の養女で、その母の姉は松竹キネマ創立者の1人・松居松葉に嫁いでいた。

## 出演

### 映画
- 自由学校（1951年、松竹） - 茂木
- 純白の夜（1951年、松竹） - 画廊の主人
- 海の花火（1951年、松竹） - 水産庁魚権課長
- 風ふたたび（1952年、東宝） - 画家
- 本日休診（1952年、松竹） - 松木ポリス
- 波（1952年、松竹） - 校長
- お茶漬の味（1952年、松竹） - 雨宮京一郎
- 東京の恋人（1952年、東宝） - 宝山堂店主
- サラリーマン喧嘩三代記（1952年、新東宝） - 人事課長田中
- 一等社員 三等重役兄弟篇（1953年、東宝） - 丹下課長
- 続思春期（1953年、東宝） - 父重徳
- サラリーマンの歌（1953年、東宝） - 証券会社社長
- 東京物語（1953年、松竹） - 服部修
- 戦艦大和（1953年、新東宝） - 参謀
- にごりえ（1953年、文学座） - 藤兵衛
- 赤線基地（1953年、東宝） - 上西の父・順吉
- 山の音（1954年、東宝） - 信吾の友人
- 坊っちゃん社員（1954年、東宝） - 今西副所長
- 大阪の宿（1954年、新東宝）- 住友
- 女の暦（1954年、新東宝） - 佐伯万造
- 噂の女（1954年、大映） - 山田
- 知らずの弥太郎（1954年、大映） - 我孫子の勘五郎
- 犬神家の謎 悪魔は踊る（1954年、東映） - 大山泰輔
- 泥だらけの青春（1954年、日活） - 所長（東亜）
- 近松物語（1954年、大映） - 鞠小路侍従
- 警察日記（1955年、日活） - 赤沼主任
- ここに泉あり（1955年、中央映画） - 河辺
- 麝香屋敷（1955年、大映） - 松平伊豆守
- おえんさん（1955年、東宝） - 鮫島医師
- 新・平家物語三部作（大映）
  - 新・平家物語（1955年） - 関白忠通
  - 新・平家物語 義仲をめぐる三人の女（1956年） - 猫間中納言
- くちづけ（1955年、東宝） - くみ子の伯父
- 悪太郎売出す（1955年、大映） - 与平
- 忘れじの人（1955年、東宝） - 万造
- 青い果実（1955年、東宝） - 泉屋
- 多羅尾伴内 戦慄の七仮面（1956年、東映） - 白石恭介
- 続々獅子丸一平（1956年、東映） - 天満屋徳右衛門
- 幸福はあの星の下に（1956年、東宝） - 沢田社長
- 赤線地帯（1956年、大映） - ニコニコ堂主人塩見
- 人妻椿（1956年、松竹） - 藤本安兵衛
- 月形半平太 花の巻・嵐の巻（1956年、大映） - 鞍方三右衛門
- あなた買います（1956年、松竹） - 坂田豪助
- 雲の墓標より 空ゆかば（1957年、松竹）- 深井信則
- 顔（1957年、松竹） - スカウト
- 鼠小僧忍び込み控 子の刻参上（1957年、大映） - 天野文太夫
- 大阪物語（1957年、大映） - 新屋
- 朱雀門（1957年、大映） - 九条尚忠
- 裸の町（1957年、東京映画） - 支店長
- 夜の蝶（1957年、大映） - フランソワの客
- 青い山脈 新子の巻・雪子の巻（1957年、東宝） - 武田校長
- 続々大番 怒濤篇（1957年、東宝） - 警察署長
- 集金旅行（1957年、松竹） - 香蘭堂
- 悪徳（1958年、日映） - 柴田
- 彼岸花（1958年、松竹） - 曽我良造
- 眼の壁（1958年、松竹） - 常務
- 第五福竜丸（1959年、近代映画協会） - 泉谷博士
- 危険旅行（1959年、松竹） - 駐在所の巡査
- 台風息子シリーズ（東映） - 六造
  - 台風息子 花形三銃士（1959年）
  - 台風息子 お化け退治（1961年）
  - 台風息子 冒険旅行（1961年）
- べらんめえ芸者（1959年、東映） - 勝本太市郎
- 春の夢（1960年、松竹） - 専務
- 恐妻党総裁に栄光あれ（1960年、東宝） - 竹内文教大臣
- 続次郎物語 若き日の怒り（1960年、松竹） - 西山教頭
- 酒と女と槍（1960年、東映） - 堺屋宗四郎
- 東京の暴れん坊（1960年、日活） - 今村
- ふんどし医者（1960年、東宝） - 長崎屋
- 秋日和（1960年、松竹） - 桑田種吉
- 名もなく貧しく美しく（1961年、東宝） - 貴金属店の店主
- ゼロの焦点（1961年、松竹） - 佐伯
- 社長シリーズ（東宝）
  - 社長道中記（1961年） - 山中先生
  - 続・社長道中記（1961年） - 山中先生
  - 続・社長学ABC（1970年） - 阿藻次郎
- ファンキーハットの快男児シリーズ
  - ファンキーハットの快男児 （1961年、ニュー東映） - 境野
  - ファンキーハットの快男児 二千万円の腕 （1961年、東映） - 武智
- 妻として女として（1961年、東宝） - 楠原
- トイレット部長（1961年、東宝） - 美容師の講師
- 乾杯!ごきげん野郎（1961年、東映） - 宮崎
- 進藤の社長シリーズ（ニュー東映）
  - 次郎長社長よさこい道中（1961年） - 大野
  - 石松社員は男でござる（1961年） - 大塚
  - 次郎長社長と石松社員 威風堂々（1962年） - 大野
- 涙を、獅子のたて髪に（1962年、松竹） - パーティーの中年の男
- ぶらりぶらぶら物語（1962年、東京映画） - 下関書店店主
- 月給泥棒（1962年、東宝） - 太田黒
- やくざの歌（1963年、東映） - 田中
- おかしな奴（1963年、東映） - 円八師匠
- クレージー映画（東宝）
  - クレージー作戦 先手必勝（1963年） - 区会議員熊木
  - クレージー黄金作戦（1967年） - 衛生大臣
  - 日本一の男の中の男（1967年） - 岡本圭吉
  - クレージーメキシコ大作戦（1968年） - 大林常務
- 乱れる（1964年、東宝） - 岡本薬局主人
- 続・若い季節（1964年、東宝） - 松森専務
- 君も出世ができる（1964年、東宝） - 東和観光重役
- 何処へ（1964年、日活） - 木山東一郎
- 世界詐欺物語・日本篇（1964年） - 店員
- 悪魔のようなすてきな奴（1965年、東映） - 雨宮豊作
- 狸の大将（1965年、東宝） - 宝石店主
- 馬鹿と鋏（1965年、東宝） - 林
- 青春学園シリーズ（東宝）
  - これが青春だ!（1966年） - 校長先生
  - でっかい太陽（1967年） - 中村校長
  - 燃えろ!青春（1968年） - 田所鼎
- 女の中にいる他人（1966年、東宝） - 平井
- ひき逃げ（1966年、東宝） - 専務
- 乱れ雲（1967年、東宝） - 史郎の客
- ケメ子の唄（1968年、松竹） - 社長
- スクラップ集団（1968年、松竹） - 市役所公園課長
- 夜の歌謡シリーズ 港町ブルース（1969年、東映） - 野呂善之助
- 水戸黄門漫遊記（1969年、東宝） - 本庄嘉右衛門
- トラ・トラ・トラ!（1970年、20世紀フォックス） - 来栖三郎特派大使
- ハレンチ学園（1970年、日東プロ） - 柳生只則
- 父ちゃんのポーが聞える（1971年、東宝） - 一本松
- 無宿人御子神の丈吉 牙は引き裂いた（1972年、東京映画） - 加賀屋仙左衛門
- 愛と誠・完結篇（1976年、三協映画） - 花園実業高校長秋山

### テレビドラマ
- 夜ふけのブランコの音（1953年、NHK） - 道岡修吉
- 水戸黄門漫遊記（1957年、KR） - 水戸光圀
- 山一名作劇場 / 坊つちやん（1957年、NTV） - 赤シャツ
- サンヨーテレビ劇場（KR）
  - 私は貝になりたい（1958年） - 近所の仲間
  - 山崎豊子短編集 遺留品（1959年）
  - 山崎豊子短編集 持参金（1959年）
- ここに人あり 第76回「コメディ誕生」（1959年、NHK）
- 百万人の劇場 / 娘の縁談（1960年、CX）
- 東芝土曜劇場（CX）
  - 第105回「消えた設計図」（1961年）
  - 第235回「僕たちゃ天使なんか信じない」（1963年）
- 指名手配 第99回「屑商殺人事件」（1961年、NET）
- シャープ火曜劇場 第22話「妻よバラのように」（1962年、CX） - おじ
- 夫婦百景（NTV）
  - 第198回「三人の妻」（1962年）
  - 第218回「鉄骨夫婦」（1962年）
- ミステリーベスト21 / 落日の群像（1962年、NET）
- お気に召すまま（NET）
  - 第11話「悪銭」（1962年）
  - 第20話「しあわせは永遠（とわ）に」（1962年）
- 日本映画名作ドラマ / 暢気眼鏡（1963年、NET）
- 嫁ぐ日まで 第35回「誰かと私」（1963年、CX）
- 孤独の賭け（1963年 - 1964年、NET / 東映）
- 東芝日曜劇場 第415話「川」（1964年、TBS）
- 日産スター劇場（NTV）
  - 喜劇あゝ巨人軍（1965年）
  - 珈琲とおめかけさん（1966年）
  - 長屋の姫君（1967年）
- 青春学園シリーズ（NTV）
  - 青春とはなんだ（1965年 - 1966年） - 校長
  - これが青春だ（1966年 - 1967年） - 小野万造
  - でっかい青春（1966年 - 1967年） - 海東市市長
- アッちゃん（1965年 - 1966年、NTV） - 編集長
- 木下恵介アワー / 記念樹 第15話「別れの日の葉桜」（1966年、TBS） - 果物屋の主人
- 丸出だめ夫（1966年 - 1967年、NTV） - 丸出はげ照
- あいつと私（1967年、NTV） - 三郎の父
- マコ!愛してるゥ（1967年、TBS）
- こりゃまた結構（1967年、TBS）
- 快獣ブースカ（NTV / 東宝 / 円谷プロ）
  - 第33話「不思議なドンブラ島」（1967年） - キャプテン・ドンキー、藤原純友（2役）
  - 第34話「ドンブラ島の化け狸」（1967年） - キャプテン・ドンキー
- 大丸名作劇場 / 二十四の瞳（1967年 - 1968年、MBS）
- 泣いてたまるか 第72話「禁じられた遊び」（1968年、TBS）
- フジ三太郎 第1話「サンマ苦いか…」（1968年、TBS）- 朝焼け産業社長
- 水戸黄門 第1部 第4話「消えた花嫁 -三島宿-」（1969年、TBS） - 陣野嘉門
- サインはV（1969年 - 1970年、TBS） - 立木大和社長
- 大坂城の女（1970年、KTV） - 尚寧王
- コント55号60分一本勝負 第1話「親父!にくいにくい」（1970年、NET）
- 大忠臣蔵 （1971年、NET） - 山口左全
- プレイガール 第125話「女一匹三千世界に家もなし」（1971年、12CH）
- おひかえあそばせ 第1話「勢揃い花の六人衆」（1971年、NTV / ユニオン映画） - 薫の父親
- 人形佐七捕物帳 第25話「怪奇・鬼娘」（1971年、NET・東宝） - 長崎屋重兵衛
- 七つちがい（1971年、NTV）
- 花は花よめ 第2シリーズ 第12話（1972年、NTV） - 松倉先生
- 必殺仕掛人 第3話「仕掛けられた仕掛人」（1972年、ABC / 松竹） - 辻屋久兵衛
- 旗本退屈男（1973年、NET / 東映） - 喜内
- 銭形平次（CX / 東映）
  - 第391話「うどんげの花」（1973年） - 久左衛門
  - 第434話「御典医の夢」（1974年） - 丹波屋十左衛門
- ナショナルゴールデン劇場 / 黄色いトマト（1973年、NET） - 吉兵衛
- 若さま侍捕物手帖 第10話「ダイヤモンドは生命奪り」（1973年、KTV） - 山岡帯刀
- 百年目の恋（1973年 - 1974年、YTV） - 竹村
- 華麗なる一族（1974年 - 1975年、MBS） - 石川正治
- マチャアキの森の石松 第1話「野菊なぜなく一人旅」（1975年、NET）
- 伝七捕物帳（NTV）
  - 第108話「行くも戻るも地獄道」（1976年） - 伊豆屋
  - 第158話「寄り合う肩に情の十手」（1977年） - 伊勢屋
- 日本の戦後 第3集「酒田紀行」（1977年、NHK） - 酒井忠良

### その他のテレビ番組
- 日清オリンピックショー・地上最大のクイズ（1962年 - 1964年、CX） - 初代ソクラテス（出題者）役
- クイズEXPO'70（1970年、NTV）